# プエンテ・ラ・レイナ

プエンテ・ラ・レイナ（カスティーリャ語：Puente la Reina、バスク語：Gares）は、スペインのナバーラ州のムニシピオ（基礎自治体）。プエンテ・ラ・レイナは混合地域（カスティーリャ語とバスク語）に属する。

## 由来
プエンテ・ラ・レイナ（王妃の橋）という名は、アルガ川に架かるロマネスク様式の橋に由来する。11世紀にナバーラ王妃（サンチョ3世妃ムニアドナ、またはガルシア3世妃エステファニアともいわれる）が橋の建設を命じたという伝承が残る。

## 概要
サンティアゴ・デ・コンポステーラへ向かうサンティアゴの巡礼路の途上にある。ピレネー山脈のソンポール峠を越え、ハカ、サングエサを経由するルートと、ロンセスバーリェス峠を越え、パンプローナを経由するルートがプエンテ・ラ・レイナで合流する。合流後は西進してエステーリャへと向かう。
11世紀後半、パンプローナ王とカスティーリャ伯が共通の敵であるアラブ人とこの地で争った。アラゴン王アルフォンソ1世はプエンテ・ラ・レイナにフエロ（自治体特権）を与え、アルガ川右岸にフランス人たちが入植した。アルフォンソ1世は町をテンプル騎士団へ与えた。12世紀のフランス人僧エメリック・ピコーは、巡礼の際の記録を残し、その中でプエンテ・ラ・レイナのことを記している。第一次カルリスタ戦争においてドン・カルロス支持にまわったプエンテ・ラ・レイナ周辺では、数度の戦闘が行われた。
プエンテ・ラ・レイナを含むバルディサルベ地方は、ナバーラ中部にあり、地勢的にも文化的にもピレネーとナバーラの境界にあたる。19世紀に入るまで、地方全体でバスク語が話されていたが、鉄道建設で外国人労働者が流入したために20世紀初頭にバスク語は話されなくなった。

## 人口
| プエンテ・ラ・レイナの人口推移 1900－2010               |
|                                                         |
| 出典:INE（スペイン国立統計局）1900年 - 1991年、1996年 - |